# Spermacoce brachystema
Spermacoce brachystema är en måreväxtart som beskrevs av Robert Brown och George Bentham. Spermacoce brachystema ingår i släktet Spermacoce och familjen måreväxter. Inga underarter finns listade i Catalogue of Life.